# Fontaine-le-Puits
Fontaine-le-Puits är en kommun i departementet Savoie i regionen Auvergne-Rhône-Alpes i sydöstra Frankrike. Kommunen ligger i kantonen Moûtiers som tillhör arrondissementet Albertville. År 2018 hade Fontaine-le-Puits 123 invånare.

## Befolkningsutveckling
Antalet invånare i kommunen Fontaine-le-Puits
| Referens: INSEE |